# مصطفى البطران
مصطفى عبد الله البطران مواليد 16 مايو 1995 في السعودية، هو لاعب كرة قدم سعودي يلعب في نادي الفضل.

## مسيرة اللاعب
كانت بداياته مع نادي الصواب في الفئات السنية ووقع مع نادي النجوم في عام 2017 و أعير إلي نادي الترجي لع عام 2021 و عاد إلى نادي العمران في عام 2022 ووقع مع نادي الفضل في عام 2023.

## روابط خارجية
- مصطفى البطران على موقع Soccerway.com (الإنجليزية)